# Marie Hettwer
Marie Hettwer, född 26 juli 1980, är en svensk fotograf.
Hettwer läste medieprogrammet under sin gymnasietid därefter vid Broby Grafiskas fotolinje för J H Engström samt en kandidatexamen i konstvetenskap. Hon har haft soloutställningar på Värmlands museum, Kristinehamns konstmuseum och Arvika Konsthall. Hon har medverkat i samlingsutställningar med Värmlands konstförening.                
Hon har tilldelats Helmiastiftelsens stipendium, Kristinehamns konstmuseums stipendium .     
Hennes fotokonst består av iscensättningar, glömda övergivna hus och kvarlämningar. Hon arbetar huvudsakligen med analoga kameror. Hettwer är representerad vid Värmlands museum och Kristinehamns konstmuseum.